# Punta di Méan Martin
La Punta di Méan Martin (3.330 m s.l.m.) è una montagna delle Alpi della Vanoise e del Grand Arc nelle Alpi Graie.

## Descrizione
La montagna si trova nel dipartimento francese della Savoia, ad ovest di Bonneval-sur-Arc.

## Accesso alla vetta
Si può salire sulla montagna partendo dal Rifugio du Fond des Fours (2.530 m).